# Грейт-Уз
Грейт-Уз (англ. Great Ouse) — четвёртая по длине река в Великобритании, относится к бассейну Северного моря. Является главной водной артерией восточной Англии. Низовья реки известны также под названием «Старая Западная Река». Длина реки составляет 240 километров.

## Название
Название Уз происходит от кельтского или докельтского — Udso-s, и, вероятно, означает просто «вода» или «медленное течение». В нижнем течении Грейт-Уз, также известна как «Старая Западная Река» (англ. «Old River West») и «Или-Уз» (англ. «Ely Ouse»), но всю реку неофициально часто просто называют «Уз», слово «Большой» (англ. «Great») используется, чтобы отличить её от нескольких других, меньших рек, также в названии имеют слово «Уз».

## География

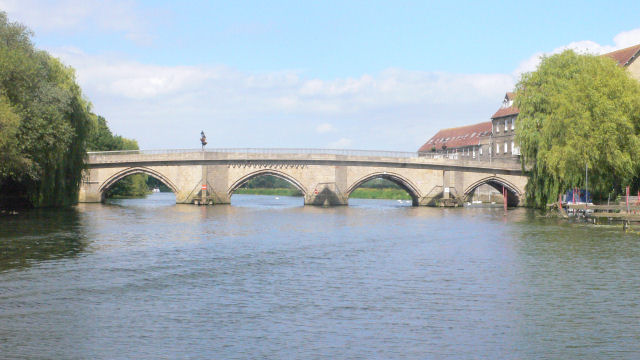
Мост через Грейт-Уз (Гантингдон)

Река Грейт-Уз берет своё начало в центральной части Англии, в 2 км южнее посёлка Воппенгем (графство Нортгемптоншир). Течёт в северо-восточном, а в низовьях в северном направлениях, по территории графств Нортгемптоншир, Бакингемшир, Бедфордшир, Кембриджшир и Норфолк и впадает в залив Уош Северного моря. Длина реки составляет 230 км, площадь бассейна — 3400 км². Средний расход воды в среднем течении около 11,8 м³/с. Река судоходна на протяжении 116 км от устья до Кемпстон-Милл (Бедфорд).